# (2043) Ortutay
(2043) Ortutay (1936 TH) – planetoida z pasa głównego asteroid okrążająca Słońce w ciągu 5,48 lat w średniej odległości 3,11 au. Odkryta 12 listopada 1936 roku.